# Lyocyclus pernambucensis
Lyocyclus pernambucensis is een slakkensoort uit de familie van de Vanikoridae. De wetenschappelijke naam van de soort is voor het eerst geldig gepubliceerd in 1886 door Watson.